# مانونا (ویسکانسین)
مانونا، ویسکانسین  (به انگلیسی: Monona) شهری در شهرستان دین ایالت ویسکانسین است که در سال ۱۹۶۹ بنیان‌گذاری شده‌است. این شهر طبق سرشماری سال ۲۰۱۰ میلادی ۷٬۵۳۳ نفر جمعیت داشته‌است.